# Steatopygi

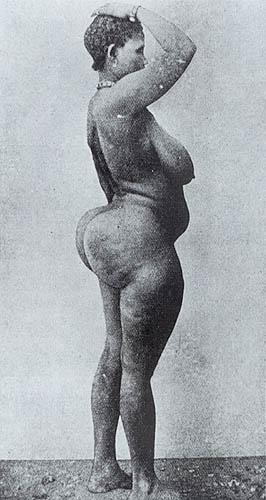
En khoisan-kvinna med steatopygi

Steatopygi (grekiska: stear, steatos, 'fett' + -pyge, 'bakdel') är en genetisk benägenhet att ansamla fett i sätesregionen. Det ses bland annat hos kvinnor hos khoisan-folken i södra Afrika.
Orsaken till att steatopygi utvecklats kan inte säkert fastställas. Den etniska gruppen khoisan har historiskt levt i ett mycket hett och torrt klimat. Sannolikt har steatopygi möjliggjort en värdefull energi- och vattenreserv (eftersom vatten bildas vid förbränning av fett). Genom att koncentrera reserven till en plats på kroppen minskas även fettets värmeisolerande effekt.